# Gala Barbisan
Gala Barbisan, née Galina Nicolaevna Solovieva le 30 juin 1904 à Iaroslavl (Empire russe) et morte le 31 octobre 1982 à Cortina d'Ampezzo (Italie), est une mécène littéraire, fondatrice avec Jean-Pierre Giraudoux du prix Médicis en 1958.

## Biographie
Fille d'un chirurgien, Galina Solovieva quitte l'Union soviétique en 1935 car Luciano Barbisan, un ingénieur italien en poste à Moscou, l'enlève de son pays.
Après la seconde Guerre mondiale, elle se lance dans le mécénat littéraire où elle crée avec Claude-Edmonde Magny, le « Cote d'amour », un prix qui fut un échec.
En avril 1958, Jean-Pierre Giraudoux fait appel à elle pour créer le prix Médicis, avec des œuvres qui se voulaient « exigeantes et nouvelles ». Elle le cofonde et lui apporte des dotations. Divers auteurs font partie des jurés du prix ; Denise Bourdet, Félicien Marceau, Nathalie Sarraute, Marguerite Duras, Michel Butor, Claude Roy ou encore Alain Robbe-Grillet. Le premier prix est décerné à Claude Ollier pour La Mise en scène aux éditions de Minuit, qui fait partie du genre littéraire du nouveau roman.
Gala Barbisan vit dans une villa de la rue Cortot à Montmartre, où elle accueille des romanciers, des critiques littéraires, mais ne les influence pas sur le choix des lauréats. Ce n'est qu'en 1970 pour le prix Médicis du roman étranger, qu'elle demande à ce qu'un Italien soit choisi en hommage à son mari. Luigi Malerba fut récompensé.
Durant les années 60, Gala Barbisan se met à dessiner à l'encre de Chine, des tableaux surréalistes en noir et blanc, où apparaissent des oiseaux, des visages, des motifs fantastiques.
Elle meurt le 31 octobre 1982 à l'âge de 78 ans, dans sa résidence italienne de Cortina d'Ampezzo.